# Имперско министерство на оръжията, боеприпасите и въоръжаването
Имперско министерство на оръжията, боеприпасите и въоръжаването (на немски: Reichsministerium für Bewaffnung und Munition (RBM)) е върховно министерско звено по времето на Ваймара и Националсоциализма (1919-1945).

## Райхсминистри (1943-1945)
| № | Държава             | Име (Роден-Починал)                     | Начало на мандата | Край на мандата | Дни на упр. | Управляваща партия/Коалиция | Кабинет | Бележки/Връзки |
| - | ------------------- | --------------------------------------- | ----------------- | --------------- | ----------- | --------------------------- | ------- | -------------- |
| 1 | Нацистка Германия ↓ | Фриц Тот (1891-1942) СА-Обергрупенфюрер | 17 март 1940      | 8 февруари 1942 | 693         | NSDAP                       | I.      |                |
| 2 | —                   | Алберт Шпер (1905-1981)                 | 8 февруари 1942   | 30 април 1945   | 1177        | NSDAP                       | I.      |                |